# Piotr Naimski
Piotr Aleksander Naimski (ur. 2 lutego 1951 w Warszawie) – polski polityk, biochemik, nauczyciel akademicki, działacz opozycji w okresie PRL, publicysta. W latach 2005–2007 wiceminister gospodarki, poseł na Sejm VII i VIII kadencji, w latach 2015–2022 sekretarz stanu w Kancelarii Prezesa Rady Ministrów i pełnomocnik rządu do spraw strategicznej infrastruktury energetycznej. Kawaler Orderu Orła Białego.

## Życiorys

### Wykształcenie i praca naukowa
W 1968 ukończył VI Liceum Ogólnokształcące im. Tadeusza Reytana w Warszawie, następnie studia na Wydziale Chemii Uniwersytetu Warszawskiego. W 1981 uzyskał stopień doktora nauk przyrodniczych. W latach 1976–1980 pracował w Instytucie Biochemii i Biofizyki Polskiej Akademii Nauk. Od 1981 do 1984 przebywał w Stanach Zjednoczonych, gdzie był pracownikiem naukowym New York University School of Medicine. W latach 1984–1989 zajmował się zastosowaniami metod biochemicznych w diagnostyce medycznej. Od 1996 do 2009 zajmował stanowisko adiunkta w Wyższej Szkole Biznesu – National-Louis University w Nowym Sączu. Był prodziekanem i dziekanem Wydziału Studiów Politycznych na tej uczelni i kierownikiem programu magisterskiego Stosunki Międzynarodowe i Dyplomacja.

### Działalność w okresie PRL
Od 1964 był harcerzem 1 Warszawskiej Drużynie Harcerskiej im. Romualda Traugutta „Czarna Jedynka”. Uzyskał stopień instruktorski podharcmistrza.
W 1975 był uczestnikiem protestów przeciwko zmianom w konstytucji. Po wydarzeniach czerwcowych z 1976 brał udział w organizowaniu pomocy dla represjonowanych robotników Radomia i Ursusa. Należał do założycieli Komitetu Obrony Robotników i Komitetu Samoobrony Społecznej „KOR”. Blisko współpracował z Antonim Macierewiczem (współdziałali m.in. w „Czarnej Jedynce” oraz w tzw. Gromadzie Włóczęgów, a także w redakcji drugoobiegowego miesięcznika „Głos”). W latach 1980–1981 zasiadał w radzie programowej Ośrodka Badań Społecznych Regionu Mazowsze NSZZ „Solidarność”.
W 1981 wyjechał na stypendium naukowe do Nowego Jorku, był współorganizatorem Komitetu Pomocy „Solidarności” w Nowym Jorku. Po powrocie do Warszawy w lipcu 1984 wrócił do redakcji pism „Głos” i „Wiadomości” (wcześniej wydawanych pod nazwą „Wiadomości Dnia”).

### Działalność w III RP

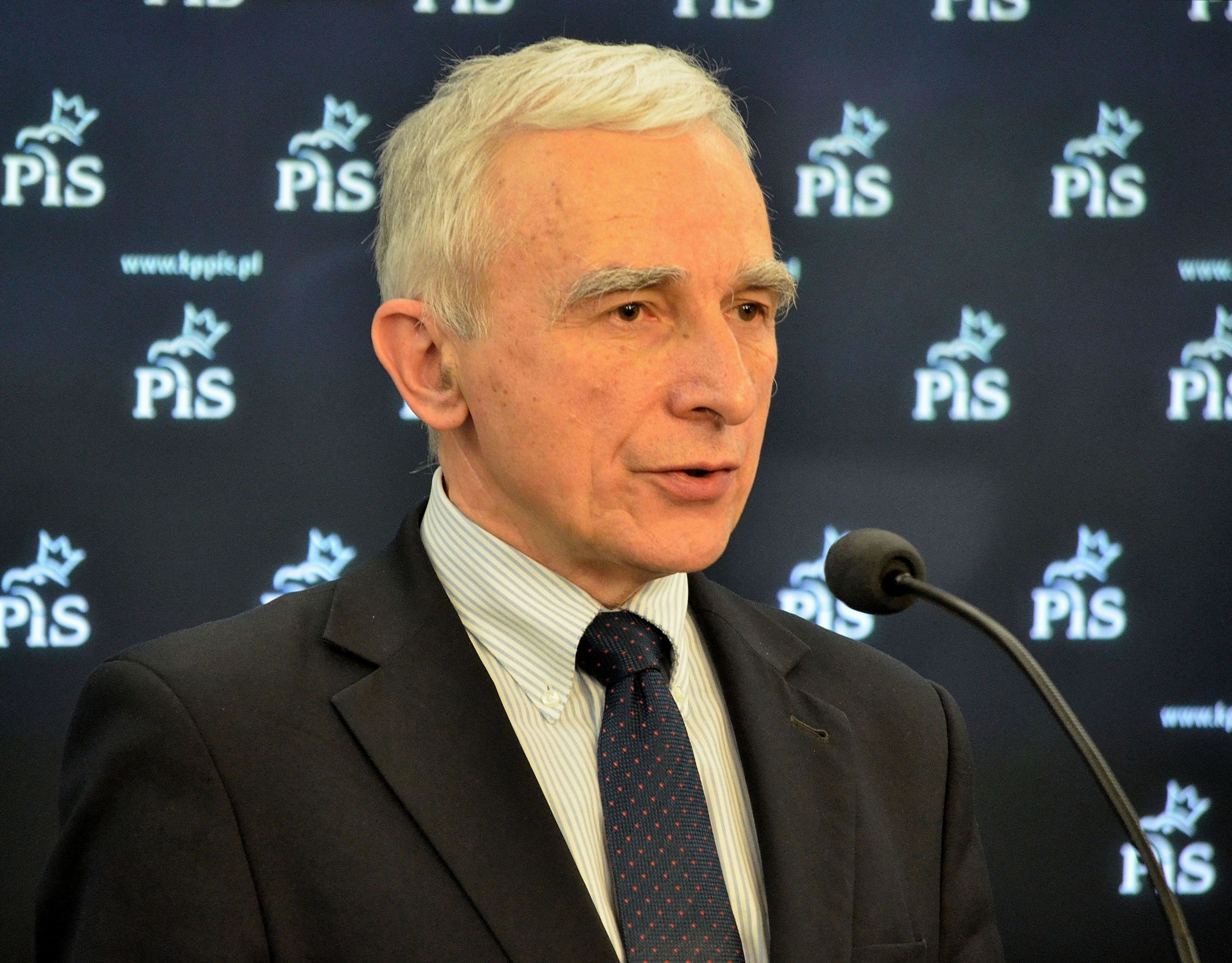
Piotr Naimski (2014)

Pełnił funkcję dyrektora Wydawnictwa „Głos” (1989–1992). Po powołaniu Antoniego Macierewicza na stanowisko ministra spraw wewnętrznych rozpoczął pracę w tym resorcie, od 8 stycznia do 1 lutego 1992 był podsekretarzem stanu MSW, a od 1 lutego do 5 czerwca 1992 szefem Urzędu Ochrony Państwa. Odszedł ze stanowiska po dymisji rządu Jana Olszewskiego.
W latach 1992–1996 był prezesem Klubu Atlantyckiego. Od 1999 do 2001 pełnił funkcję doradcy ds. bezpieczeństwa w gabinecie politycznym premiera Jerzego Buzka.
Działał w Zjednoczeniu Chrześcijańsko-Narodowym, Ruchu Odbudowy Polski i Ruchu Katolicko-Narodowym. W wyborach parlamentarnych w 1997 bez powodzenia kandydował do Sejmu z listy ROP w województwie krakowskim, otrzymując 10 694 głosy.
Od listopada 2005 do listopada 2007 był sekretarzem stanu w Ministerstwie Gospodarki odpowiedzialnym za bezpieczeństwo dostaw surowców energetycznych do Polski. W 2008 został doradcą szefa BBN i członkiem Zespołu ds. Bezpieczeństwa Energetycznego w Kancelarii Prezydenta RP. Po śmierci Lecha Kaczyńskiego zrezygnował z tych funkcji. Później został doradcą w konserwatywnym think tanku New Direction utworzonym w Brukseli przez grupę Europejskich Konserwatystów i Reformatorów.
W wyborach parlamentarnych w 2011 był bezpartyjnym kandydatem do Sejmu z listy Prawa i Sprawiedliwości w okręgu nowosądeckim. Uzyskał mandat poselski, otrzymując 5388 głosów. W grudniu 2013 wstąpił do PiS. W 2015 z powodzeniem ubiegał się o poselską reelekcję (dostał 20 408 głosów). 23 grudnia 2015 powołany na stanowisko sekretarza stanu w Kancelarii Prezesa Rady Ministrów i pełnomocnika rządu do spraw strategicznej infrastruktury energetycznej. W wyborach w 2019 nie został ponownie wybrany do Sejmu, kandydując z listy Prawa i Sprawiedliwości w okręgu warszawskim. 20 lipca 2022 został odwołany ze stanowisk rządowych.
W 2021 został członkiem rady Fundacji Archiwum Jana Olszewskiego, a w 2023 wszedł w skład rady fundacji Europa Karpat. W 2024 wszedł w skład komitetu obywatelskiego wspierającego kandydaturę Karola Nawrockiego na prezydenta RP w wyborach w 2025; został koordynatorem utworzonego w ramach tego komitetu zespołu ds. energetyki.
Antologia jego tekstów z lat 1990–2015 zatytułowana Energia i niepodległość ukazała się jako 99. pozycja w serii „Biblioteka Myśli Politycznej” (2015, wyd. Ośrodek Myśli Politycznej). W 2016 część jego tekstów opublikowanych w drugim obiegu włączono do antologii Głos niepodległości: wybór publicystyki środowiska czasopisma „Głos” 1977–1989 (2016, wyd. Biały Kruk).

## Życie prywatne
Pochodzi z rodziny frankistów ochrzczonej w katedrze lwowskiej w 1759, co przedstawił w wywiadzie dla „Rzeczpospolitej” przed wyborami parlamentarnymi w 1997.
Żonaty z Małgorzatą Naimską, ma czworo dzieci.

## Odznaczenia i wyróżnienia
- Order Orła Białego (2022, nadany przez prezydenta RP Andrzeja Dudę)[16][17]
- Krzyż Wolności i Solidarności (2017)[18][19]
- Odznaka Honorowa imienia gen. Stefana Roweckiego „Grota” (2011)
- Krzyż Wielki Królewskiego Norweskiego Orderu Zasługi (2016)[20]
- Krzyż Oficerski Orderu „Za Zasługi dla Litwy” (2019)[21]
- Człowiek Roku 2021 „Gazety Polskiej”[22]

## Wyniki w wyborach ogólnopolskich
| Wybory | Komitet wyborczy   | Komitet wyborczy       | Organ             | Okręg        | Wynik          |
| ------ | ------------------ | ---------------------- | ----------------- | ------------ | -------------- |
| 1997   |                    | Ruch Odbudowy Polski   | Sejm III kadencji | nr 21        | 10 694 (2,20%) |
| 2011   |                    | Prawo i Sprawiedliwość | Sejm VII kadencji | nr 14        | 5388 (1,93%)   |
| 2015   | Sejm VIII kadencji | Prawo i Sprawiedliwość | 20 408 (6,57%)    | nr 14        |                |
| 2019   | Sejm IX kadencji   | Prawo i Sprawiedliwość | nr 19             | 5900 (0,43%) |                |